# NGC 7517
NGC 7517 est une galaxie elliptique située dans la constellation des Poissons. Sa vitesse par rapport au fond diffus cosmologique est de 6 894 ± 37 km/s, ce qui correspond à une distance de Hubble de 101,7 ± 7,2 Mpc (∼332 millions d'al). NGC 7517 a été découverte par l'astronome allemand Albert Marth en 1863.